# John de Southeray
John de Southeray, né vers 1364 et mort après 1383, est le seul fils illégitime connu d'Édouard III, roi d'Angleterre.

## Biographie
Né vraisemblablement en 1364 ou peut-être en 1365, John de Southeray est l'aîné des trois enfants adultérins du roi d'Angleterre Édouard III et de sa maîtresse Alice Perrers. Il a deux sœurs cadettes, prénommées Jane et Joan. En signe de reconnaissance de sa paternité, Édouard III l'adoube le 23 avril 1377 à la chapelle Saint-Georges de Windsor : John figure à cette occasion aux côtés de plusieurs autres jeunes nobles, à l'instar de ses neveux, les futurs rois Richard II et Henri IV. Le 17 juin suivant, quelques jours avant son trépas, Édouard III offre en présent à son fils illégitime ses armoiries faites en satin.
Toujours en 1377, au mois de janvier, John de Southeray est offert par son père en mariage à Maud Percy. Cette dernière est une des filles d'Henry de Percy, 3e baron Percy, et une demi-sœur d'Henry Percy, 4e baron Percy et qui sera créé le 15 juillet suivant comte de Northumberland à l'occasion du couronnement du roi Richard II. Une telle alliance matrimoniale procure un sérieux avantage à Alice Perrers, qui se retrouve bannie de la cour après la mort d'Édouard III le 21 juin 1377. Pourtant, Maud Percy obtient dès 1380 l'annulation de son mariage avec John de Southeray, affirmant avoir épousé John sans donner son consentement.
En 1381 et 1382, John de Southeray participe aux guerres fernandines et accompagne l'expédition militaire au Portugal commandée par son demi-frère Edmond de Langley, 1er comte de Cambridge. À cette occasion, il y conduit un contingent de soldats anglais près de Vila Viçosa et, mécontent du non-paiement de ses troupes, les incite à se mutiner. Il est possible qu'il n'ait été qu'un leader fantoche aux yeux des mutins, d'autant qu'il n'a jamais été puni par les autorités anglaises pour sa conduite, contrairement aux autres mutins. La dernière mention le concernant date de 1383, lorsqu'il demande à un certain Ralph Basing de lui acquitter une dette.